# The Little Clown
The Little Clown is een Amerikaanse komische stomme film uit 1921 onder regie van Thomas N. Heffron, met in de hoofdrollen Mary Miles Minter, Jack Mulhall en Neely Edwards. Het scenario is gebaseerd op het gelijknamige toneelstuk van Avery Hopwood.

## Verhaal
Pat (Mary Miles Minter) is geboren in een reizend circus. Na de dood van haar ouders groeide ze op bij haar adoptievader Toto de clown (Neely Edwards), die hoopt met haar te kunnen trouwen nu ze volwassen is.
Wanneer het circus neerstrijkt in een zuidelijke stad, wordt de aristocratische Dick Beverly (Jack Mulhall) verliefd op haar. Na een ruzie met zijn vader voegt Dick zich bij het circus als ruiter. Wanneer zijn ouders hem zien optreden eisen ze dat hij mee naar huis komt, wat hij weigert totdat ook Pat mag meekomen.
Dicks snobistische ouders beschouwen Pat niet als een geschikte partij voor hun zoon, maar ze stemmen in met zijn verzoek, in de hoop dat Pat moeite zal hebben om zich aan te passen aan een levensstijl van de hogere klasse en dat Dick zich zo zal realiseren dat ze geen goede vrouw zal zijn. Pat doet haar best om te voldoen aan de strenge eisen die haar toekomstige schoonouders haar opleggen, maar hun gebrek aan goedkeuring is duidelijk.
Op een dag, wanneer Dicks ouders niet thuis zijn, komt Pats "circusfamilie" op bezoek. Dicks jongere broer Roddy (Cameron Coffey) voegt alcohol toe aan hun drankjes en wanneer Dicks ouders terugkomen zijn ze geschokt door het dronken gedrag en gooien ze de circusmensen het huis uit. Verontwaardigd over de manier waarop de Beverleys haar vrienden hebben behandeld, gaat Pat met hen mee.
Pat staat op het punt om Toto's aanzoek te accepteren wanneer Roddy zijn grap met de circusmensen opbiecht. Dick gaat Pat achterna en Toto trekt zijn aanzoek in, waardoor Pat en Dick vrij zijn om te trouwen.

## Rolverdeling
| Acteur             | Personage        |
| ------------------ | ---------------- |
| Mary Miles Minter  | Pat              |
| Jack Mulhall       | Dick Beverley    |
| Winter Hall        | Colonel Beverley |
| Helen Dunbar       | Mrs. Beverley    |
| Cameron Coffey     | Roddy Beverley   |
| Neely Edwards      | Toto             |
| Wilton Taylor      | Jim Anderson     |
| Lucien Littlefield | Connie Potts     |
| Zelma Maja         | Liz              |
| Laura Anson        | Nellie Johnson   |

## Trivia
- De film werd lang als verloren beschouwd. In 1978 werd een deel van de film teruggevonden in Dawson City, toen bij de afbraakwerken van een oude ijshockeybaan per toeval een collectie van 533 filmrollen uit het tijdperk van de stomme film blootgelegd werd. De filmrollen waren onbedoeld lang bewaard gebleven in de permanent bevroren ondergrond.[3]